# 徐菲
徐菲（1994年9月17日—），辽宁抚顺人，中国女子赛艇运动员。她曾代表中国参加2020年夏季奥林匹克运动会赛艇比赛，获得八人单桨有舵手铜牌。